# Frohes Fest
Frohes Fest (Trad.: Boas Festas) é um álbum natalino da banda alemã Unheilig. Foi lançado em 28 de outubro de 2002 e foi o primeiro álbum do Unheilig a entrar nas paradas, o que veio a se repetir 8 anos depois com o single "Geboren um zu leben" e logo a seguir com o álbum "Grosse Freiheit". 

## Lista de Faixas
| N.º            | Título                              | Duração  |  |
| 1.             | "Sternzeit (1. Strophe)"            | 2:14     |  |
| 2.             | "Kling, Glöckchen, Klingelingeling" | 4:12     |  |
| 3.             | "Leise rieselt der Schnee"          | 5:09     |  |
| 4.             | "O Tannenbaum"                      | 4:33     |  |
| 5.             | "Sternzeit (2. Strophe)"            | 1:29     |  |
| 6.             | "Süßer die Glocken nie klingen"     | 5:24     |  |
| 7.             | "Als ich bei meinen schafen wacht"  | 5:56     |  |
| 8.             | "Vollendung"                        | 3:59     |  |
| 9.             | "Morgen kommt der Weihnachtsmann"   | 5:03     |  |
| 10.            | "Sternzeit (3. Strophe)"            | 1:31     |  |
| 11.            | "Schneeflöckchen, Weißröckchen"     | 5:29     |  |
| 12.            | "Still, still, still"               | 6:37     |  |
| 13.            | "Ihr kinderlein, kommet"            | 6:06     |  |
| 14.            | "Stille nacht, heilige nacht"       | 7:01     |  |
| 15.            | "Sternzeit (4. Strophe)"            | 3:43     |  |
| Duração total: | Duração total:                      | 01:07:56 |  |

### CD Bonus (Tannenbaum EP)
O CD Bônus, presente na edição limitada é o EP "Tannenbaum EP", no qual contém remixes de O Tannenbaum e algumas canções que não foram lançadas na edição padrão de Frohes Fest. 
| N.º            | Título                                                 | Duração |  |
| 1.             | "O Tannenbaum (Single Edit)"                           | 3:38    |  |
| 2.             | "O Tannenbaum (Unheilig Feat. Toxic Radio Edit)"       | 3:14    |  |
| 3.             | "Vorweihnachtszeit"                                    | 4:13    |  |
| 4.             | "O Tannenbaum (Der Graf Club Edit)"                    | 6:27    |  |
| 5.             | "Knecht Rubrecht"                                      | 5:15    |  |
| 6.             | "O Tannenbaum (Unheilig Feat. Toxic Club Radio Remix)" | 6:13    |  |
| 7.             | "Weihnachtszeit"                                       | 2:45    |  |
| Duração total: | Duração total:                                         | 31:35   |  |

## Posição nas paradas
| Paradas  | Posição       |
| -------- | ------------- |
| Alemanha | 57 (1 semana) |

## Créditos
- Der Graf - Vocais/Produção/Programação/Composição (Faixas 1, 5, 10, 15)
- Jan Sluisman - Guitarra
- Karl Enstin (1814-1875) - Letra de Kling, Glöckchen, Klingelingeling
- Eduard Ebel (1837-1905) - Letra de Leise rieselt der Schnee
- Ernst Anschütz (1780-1861) - Letra de O Tannenbaum
- Wilhelm Kritzinger (1816–1890) - Letra de Süßer die Glocken nie klingen
- Friedrich von Matthison (1761-1831) - Letra de Vollendung
- Hoffmann von Fallersleben (1798–1874) - Letra de Morgen kommt der Weihnachtsmann
- Georg Götsch (1895–1956) - Letra de Still, still, still
- Christoph von Schmid (1768-1854) - Letra de Ihr kinderlein, kommet
- Joseph Mohr (1792–1848) - Letra de Stille nacht, heilige nacht